# Trolejbusy w Londynie
Trolejbusy w Londynie – system trolejbusowy funkcjonujący w latach 1931–1962 w stolicy Wielkiej Brytanii. Przez wiele lat swojego funkcjonowania londyńska sieć trolejbusowa była największą na świecie. Liczba linii sięgała 68, a tabor składał się maksymalnie z 1811 trolejbusów. Trolejbusy zastąpione zostały autobusami spalinowymi.

## Historia

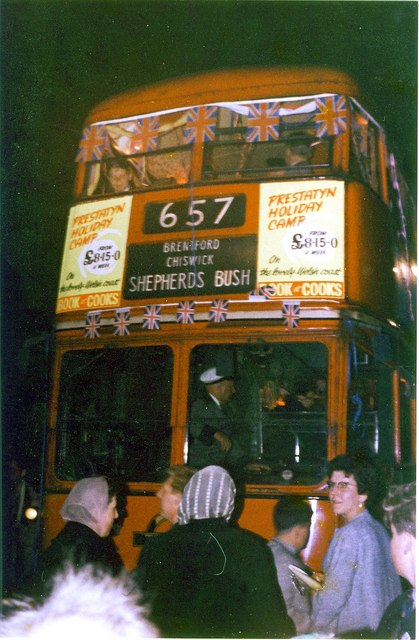
Ostatni trolejbus, 8 maja 1962 r.

Pierwsze 60 trolejbusów zostało wprowadzonych do ruchu przez London United Tramways (LUT), pojazdy stacjonowały w zajezdni Fulwell w południowo-zachodnim Londonie. Trolejbusy te otrzymały przezwisko „Diddlers” i rozpoczęły kursowanie 16 maja 1931 r.
W 1933 r. LUT połączono z London Passenger Transport Board (LPTB), podobnie postąpiono z pozostałymi operatorami linii tramwajowych. LPTB podjęło decyzję o zastąpieniu londyńskich tramwajów trolejbusami. Proces zastępowania tramwajów trolejbusami rozpoczął się w 1935 r. i trwał do kwietnia 1940 r., kiedy II wojna światowa przyniosła zawieszenie programu. Do tego czasu prawie wszystkie linie tramwajowe na północ od Tamizy zlikwidowano, jednakże południowy Londyn wciąż obsługiwało 1100 tramwajów. W 1946 r. zmieniono politykę transportową postanawiając o likwidacji wszystkich pozostałych linii tramwajowych i zastąpieniu ich autobusami spalinowymi. Ponieważ trolejbusy były większe od autobusów (70 miejsc w porównaniu z 56), oznaczało to, że należy kupić więcej autobusów. Spodziewano się jednak, że spowoduje to zmniejszenie liczby niepobranych opłat za przejazd.
W 1948 r. dostarczono 77 nowych trolejbusów, które zastąpiły Diddlers i egzemplarze zniszczone w czasie wojny. Kolejnych 50 nowych trolejbusów zakupiono w 1952 r. w celu zastąpienia najstarszych egzemplarzy, mających 16 lat.
W 1954 r. ogłoszono, że trolejbusy zostaną zastąpione autobusami, z wyjątkiem trolejbusów zakupionych po II wojnie światowej, które miały pozostać w ruchu do około 1970 roku. W 1959 r. rozpoczęto wprowadzanie do ruchu autobusów AEC Regent III RT i AEC Routemaster.
Konsorcjum hiszpańskich przewoźników odkupiło powojenne trolejbusy. Jako ostatnie zamknięto dawne linie firmy LUT 8 maja 1962 r.

## Tabor
Trolejbusy zakupione przez Londyn zostały zaprojektowane specjalnie z myślą o zastąpieniu nimi tramwajów. Podobnie do tramwajów były to pojazdy piętrowe ze zwiększoną pojemnością, z szybkim przyspieszeniem. Wszystkie oprócz jednego miały trzy osie i były znacznie cichsze od ówczesnych tramwajów i autobusów. Trolejbusy były zbudowane na podwoziach produkcji AEC, Leyland i British United Traction.
Oprócz Diddlerów i kilku eksperymentalnych pojazdów większość londyńskich trolejbusów była prawie identyczna, z jednym wyjątkiem: w 1941 i 1943 r. Londyn otrzymał 43 trolejbusy, które zostały zamówione przez Południową Afrykę, ale nie mogły zostać tam dostarczone z powodu wojny. Te trolejbusy przydzielono do zajezdni Ilford.
Wiele trolejbusów uległo zniszczeniu w czasie II wojny światowej, część z nich zostało odbudowanych.
Trolejbusy typu Q1 były jedyną serią dostarczoną do Londynu po II wojnie światowej. Wiele przedwojennych trolejbusów sprzedano do Penangu w Malezji, a większość powojennych do Hiszpanii, gdzie kursowały jeszcze do lat 70. XX wieku.
Kilka londyńskich trolejbusów zachowano w Wielkiej Brytanii w East Anglia Transport Museum, London Transport Museum, i The Trolleybus Museum at Sandtoft. Jeden z trolejbusów sprowadzono z powrotem z Hiszpanii.
| Typ | Numery taborowe | Uwagi                                                                      |
| --- | --------------- | -------------------------------------------------------------------------- |
| A1  | 1–35            | „Diddlers”; nr 1 w London Transport Museum                                 |
| A2  | 36–60           | „Diddlers”                                                                 |
| X1  | 61              |                                                                            |
| X2  | 62              | Wydłużone podwozie                                                         |
| X3  | 63              | Jedyny czteroosiowy trolejbus                                              |
| B   | 64–93           |                                                                            |
| B2  | 94–131          |                                                                            |
| C1  | 132–183         |                                                                            |
| C2  | 184–283         | Nr 260 w East Anglia Transport Museum                                      |
| C3  | 284–383         |                                                                            |
| D1  | 384             |                                                                            |
| D2  | 385–483         |                                                                            |
| B   | 484–488         |                                                                            |
| B1  | 489–493         |                                                                            |
| D3  | 494–553         |                                                                            |
| E   | 554–603         |                                                                            |
| E2  | 604–628         |                                                                            |
| E3  | 629–653         |                                                                            |
| F1  | 654–753         |                                                                            |
| X4  | 754             | Drzwi składane, system płatności za przejazd przy wejściu                  |
| H1  | 755–904         | Nr 796 w East Anglia Transport Museum                                      |
| J1  | 905–952         |                                                                            |
| M   | 953             |                                                                            |
| L2  | 954             |                                                                            |
| J2  | 955–1029        |                                                                            |
| J3  | 1030–1054       |                                                                            |
| K1  | 1055–1154       |                                                                            |
| K2  | 1155–1254       | Nr 1201 w East Anglia Transport Museum                                     |
| K1  | 1255–1304       | Nr 1253 w London Transport Museum                                          |
| K2  | 1305–1354       | Nr 1348 w Trolleybus Museum at Sandtoft                                    |
| L1  | 1355–1369       |                                                                            |
| L2  | 1370–1378       |                                                                            |
| X5  | 1379            | Prototyp (modernizacja L2)                                                 |
| L3  | 1380–1529       | Nr 1521 w East Anglia Transport Museum                                     |
| M1  | 1530–1554       |                                                                            |
| N1  | 1555–1644       |                                                                            |
| N2  | 1645–1669       |                                                                            |
| X6  | 1670            |                                                                            |
| X7  | 1671            | Pojedyncza oś tylna z podwójnymi kołami                                    |
| K3  | 1672–1696       |                                                                            |
| P1  | 1697–1721       |                                                                            |
| SA1 | 1722–1733       |                                                                            |
| SA2 | 1734–1746       |                                                                            |
| SA3 | 1747–1764       |                                                                            |
| Q1  | 1765 –1891      | Nr 1768 w London Transport Museum; Nr 1812 w Trolleybus Museum at Sandtoft |

## Linie
U szczytu rozwoju system trolejbusowy był największy na świecie i składał się z 68 linii. Poniżej umieszczono listę linii zlikwidowanych w latach 1959–1962.
- 513: Hampstead Heath – Parliament Hill Fields
- 517: North Finchley – Holborn
- 521: Holborn – North Finchley
- 543: Holborn – Wood Green
- 555: Bloomsbury – Leyton
- 557: Chingford Mount – Liverpool Street
- 567: Barking – Smithfield
- 569: Aldgate – North Woolwich
- 581: Bloomsbury – Woodford
- 601: Twickenham – Tolworth
- 602: Dittons – Kingston loop
- 603: Tolworth – Kingston loop
- 604: Hampton Court Palace – Wimbledon
- 605: Teddington – Wimbledon
- 607: Uxbridge – Shepherd’s Bush
- 609: Barnet – Highgate
- 609: Moorgate – Barnet
- 611: Highgate Village – Moorgate
- 613: Parliament Hill Fields – Holborn
- 615: Parliament Hill Fields – Moorgate
- 617: North Finchley – Holborn
- 621: Holborn – North Finchley
- 623: Woodford – Manor House
- 625: Woodford – Winchmore Hill
- 626: Acton – Clapham Junction
- 627: Waltham Cross – Tottenham Court Road
- 628: Craven Park – Clapham Junction
- 629: Enfield – Tottenham Court Road
- 630: Harlesden – West Croydon
- 639: Hampstead – Moorgate
- 641: Moorgate – Winchmore Hill
- 643: Holborn – Wood Green
- 645: Canons Park – Barnet
- 647: Stamford Hill – London Docks
- 649: Waltham Cross – Liverpool Street Station
- 649A: Wood Green – Liverpool Street Station
- 653: Aldgate – Tottenham Court Road
- 654: Sutton – Crystal Palace
- 655: Acton Vale – Clapham Junction
- 657: Hounslow – Shepherd’s Bush
- 659: Waltham Cross – Holborn
- 660: North Finchley – Hammersmith
- 661: Aldgate – Leyton
- 662: Sudbury – Paddington Green
- 663: Aldgate – Chadwell Heath
- 665: Barking – Bloomsbury
- 666: Edgware – Hammersmith
- 667: Hammersmith – Hampton Court
- 669: North Woolwich – Stratford
- 677: Smithfield – West India Docks
- 679: Waltham Cross – Smithfield
- 685: North Woolwich – Walthamstow
- 687: Walthamstow – Royal Victoria i Royal Albert Dock, London
- 689: Stratford – East Ham
- 690: Stratford – East Ham
- 691: Barking – Barkingside
- 693: Barking – Chadwell Heath
- 696: Woolwich – Dartford
- 697: Chingford Mount – Docks
- 698: Woolwich – Bexleyheath
- 699: Chingford Mount – Docks